# Pubu Ciren
Pubu Ciren (né le 21 juin 1955) est un athlète chinois, spécialiste du lancer du javelot.

## Biographie
Il remporte la médaille d'or du lancer du javelot lors des championnats d'Asie 1985, à Djakarta, avec la marque de 76,56 m.

### Palmarès
| Date | Compétition         | Lieu     | Résultat | Performance |
| ---- | ------------------- | -------- | -------- | ----------- |
| 1985 | Championnats d'Asie | Djakarta | 1er      | 76,56 m     |

### Records
| Épreuve           | Performance | Lieu  | Date          |
| ----------------- | ----------- | ----- | ------------- |
| Lancer du javelot | 82,18 m     | Pékin | 23 avril 1985 |